# Мерецький повіт
Мерецький повіт — адміністративно-територіальна одиниця у Великому Князівстві Литовському в 1791—1795 роках. Центр — м. Мерач. Вилучений Чотирирічним сеймом 1788-1792 років зі складу Троцького повіту.
У Мерецький повіт увійшли Бартницька, Віжанська, Довговська, Кальварійська, Креткапольська, Лаздзейська, Любовська, Мартинканська, Метельська, Мерецька, Мирославська, Неманойська, Паявонська, Пунська, Святоозерська, Сімнавська, Сярейська і Урдамінська парафії. У 1793 році повіт увійшов до складу новоствореного Мерецького воєводства в дещо змінених межах (приєднані Аліцька, Вяйсейська, Лейпунська і Лишківська парафії, виключені Бартницька, Кальварійська, Креткапольська, Мартинканська і Паявонська парафії). Після 3-го поділу Речі Посполитої в 1795 році територія Мерацького повіту на лівобережжі Німану у складі Пруссії, на правому березі Німану — в Російській імперії.